# Ingrid Schubert (RAF-Mitglied)
Ingrid Schubert (* 7. November 1944 in Ebern; † 12. November 1977 in München) war eine deutsche Terroristin und Gründungsmitglied der linksextremistischen Rote Armee Fraktion (RAF). Sie war an der Befreiung von Andreas Baader und mehreren Banküberfällen beteiligt und starb 1977 durch Suizid.

## Leben
Ingrid Schubert war die Tochter des NSDAP-Politikers Franz Schubert. Die in Maroldsweisach und Koblenz aufgewachsene Ingrid Schubert schloss im März 1970 ihr Medizinstudium an der Freien Universität Berlin mit der Note gut ab. Zwei Monate später nahm sie maßgeblich an der Befreiung von Andreas Baader teil. Im Sommer 1970 ließ sich Schubert mit etwa 20 anderen in einem Camp der Al Fatah in Jordanien militärisch ausbilden. Sie trug RAF-intern die Decknamen Irene und Nina. Am 29. September 1970 steuerte Schubert einen Fluchtwagen bei einem Banküberfall auf eine Sparkasse in Berlin. Im Sommer und Herbst 1970 war Schubert an mindestens zwei weiteren Banküberfällen beteiligt. Am 8. Oktober 1970 wurde Schubert zusammen mit Horst Mahler, Brigitte Asdonk und Irene Goergens in der Berliner Knesebeckstraße verhaftet. Im April 1971 wurde Schubert wegen der Baader-Befreiung, Mordversuchs und mehrerer Bankraube zu 13 Jahren Haft verurteilt. Von 1976 bis 1977 war sie zusammen mit Andreas Baader, Gudrun Ensslin, Ulrike Meinhof, Jan-Carl Raspe, Irmgard Möller und Brigitte Mohnhaupt im Hochsicherheitstrakt der JVA Stuttgart inhaftiert und nahm an mehreren Hungerstreiks teil. Im Deutschen Herbst versuchte die zweite Generation der RAF vergeblich, Schubert und andere aus der Haft freizupressen. Kurz nach den Suiziden der RAF-Spitze in der  Todesnacht von Stammheim erhängte sich Schubert am 12. November 1977 in ihrer Zelle in der JVA Stadelheim mit einem Bettlaken am Fensterkreuz. Ingrid Schubert wurde in einem Mainzer Krematorium eingeäschert und am 25. November 1977 in dem Familiengrab auf dem Koblenzer Hauptfriedhof beigesetzt.
1986 nannten sich die Mörder Gerold von Braunmühls aus der dritten Generation der RAF „Kommando Ingrid Schubert“.